# Pedro Palacios Romero
Pedro Palacios Romero es el actual cacique de la etnia indígena ngäbe de Costa Rica, la cual habita cinco comunidades (Abrojos Montezuma, Altos de San Antonio, Conte Burica, Coto Brus, Osa) oficialmente reconocidos por el Estado como territorios indígenas. Palacios es hijo del emblemático previo cacique, Pedro Bejarano Palacios, quien ejerció como cacique por más de cincuenta años. Fue elegido unánimemente ocho meses después del fallecimiento de su padre (quien sin embargo ejercía el cargo sólo de manera honorífica debido a su ceguera) en mayo de 2013 por el Concejo Indígena.